# Pico (nome)
Pico  è un nome proprio di persona italiano maschile.

## Varianti in altre lingue
- Latino: Picus[1]

## Origine e diffusione
Nome di origine classica, portato nella mitologia romana da Pico, un dio selvaggio mutaforma figlio di Saturno e padre di Fauno. Alcune fonti riconducono il nome al greco πύξος (pyxos, "bosso"); da questa divinità prende nome il picchio (in latino, picus), animale in cui era solito trasformarsi.
Il nome vantava una certa diffusione in Italia tra il XIII e il XVII secolo, forse aiutato anche dalla fama dell'umanista Pico della Mirandola (che però lo portava come cognome, essendo un membro della famiglia Pico), mentre ad oggi il suo uso è quasi nullo.

## Onomastico
Il nome è adespota, ovvero non è portato da alcun santo, quindi l'onomastico si festeggia ad Ognissanti, il 1º novembre.

## Il nome nelle arti
- Pico De Paperis è un personaggio della banda Disney.
- Pico è un personaggio di F-Zero.